# کیم دو-هون
کیم دو-هون (انگلیسی: Kim Do-hoon؛ زادهٔ ۲۱ ژوئیهٔ ۱۹۷۰) بازیکن فوتبال اهل کره جنوبی است.
از باشگاه‌هایی که در آن بازی کرده‌است می‌توان به باشگاه فوتبال چونبوک هیوندای موتورز، باشگاه فوتبال ویسل کوبه، باشگاه فوتبال سئونگنام،اشاره کرد.